# Raymond Hatton
Pour les articles homonymes, voir Hatton.
Raymond Hatton, né le 7 juillet 1887 à Red Oak, dans l'Iowa et mort le 21 octobre 1971 à Palmdale, dans le comté de Los Angeles, États-Unis, est un acteur américain.

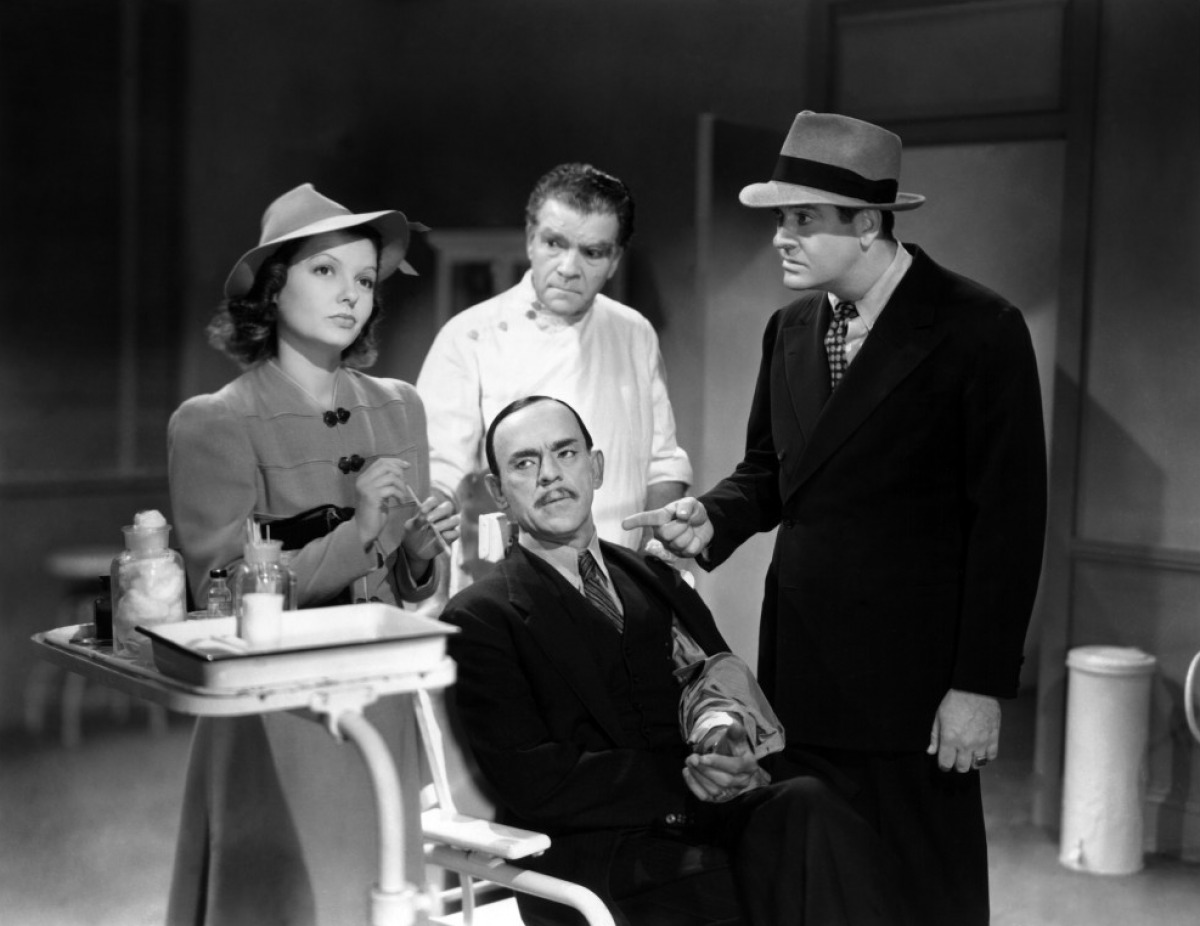
De gauche à droite : Marjorie Reynolds, Boris Karloff (assis), Raymond Hatton et Grant Withers dans Doomed to Die (1940)

## Filmographie

### Années 1910
- 1912 : Oh, Those Eyes
- 1913 : Mabel en soirée (A Strong Revenge) de Mack Sennett : invité à la fête
- 1913 : Their First Execution
- 1914 : Le Mari de l'Indienne (The Squaw Man) d'Oscar Apfel et Cecil B. DeMille : un vacher (non crédité)
- 1914 : The Making of Bobby Burnit
- 1914 : The Circus Man : Ernie Cronk
- 1915 : La Fille du Far West (The Girl of the Golden West) de Cecil B. DeMille : Castro
- 1915 : Young Romance (en) de George Melford : Jack
- 1915 : The Warrens of Virginia de Cecil B. DeMille : Blake
- 1915 : The Unafraid de Cecil B. DeMille : Valet russe
- 1915 : The Captive de Cecil B. DeMille : Soldat turc
- 1915 : The Woman (en) de George Melford : Secrétaire
- 1915 : The Wild Goose Chase de Cecil B. DeMille : M.. Wright
- 1915 : The Arab de Cecil B. DeMille : Mystérieux messager
- 1915 : Le Poing d'honneur (Chimmie Fadden) de Cecil B. DeMille : Larry
- 1915 : Kindling de Cecil B. DeMille : Steve Bates
- 1915 : La Dupe (Blackbirds) de J. P. McGowan : Hawke, Jr.
- 1915 : Carmen de Cecil B. DeMille : spectateur de la corrida
- 1915 : Armstrong's Wife de George Melford : Runner
- 1915 : Chimmie Fadden Out West de Cecil B. DeMille : Larry
- 1915 : The Unknown : Second Private
- 1915 : Forfaiture (The Cheat) de Cecil B. DeMille : Spectateur dans la salle d'audience
- 1915 : The Immigrant de George Melford : Munsing, secrétaire de Harding
- 1915 : Tentation (Temptation) : Baron Cheurial
- 1915 : The Golden Chance : Jimmy Le Rat
- 1916 : Tennessee's Pardner : Gewilliker Hay
- 1916 : To Have and to Hold : Nicolo
- 1916 : The Sowers
- 1916 : Public Opinion : Smith
- 1916 : The Honorable Friend : Kayosho
- 1916 : The Lash : M.. Crawdon
- 1916 : Oliver Twist de James Young
- 1916 : Jeanne d'Arc (Joan the Woman) de Cecil B. DeMille : Charles VII
- 1917 : The American Consul : Président Cavillo
- 1917 : A Romance of the Redwoods : Dick Roland
- 1917 : What Money Can't Buy : Roi Stephen III
- 1917 : The Squaw Man's Son
- 1917 : The Crystal Gazer : Phil Mannering
- 1917 : Hashimura Togo : Reporter
- 1917 : La Petite Américaine (The Little American) de Cecil B. DeMille et Joseph Levering : Comte Jules De Destin
- 1917 : Les Conquérants (The Woman God Forgot) de Cecil B. DeMille : Montezuma
- 1917 : The Secret Game : Mrs. Harris
- 1917 : Nan of Music Mountain (en) de Cecil B. DeMille : Logan
- 1917 : Le Talisman (The Devil-Stone)
- 1918 : Jules of the Strong Heart : Ted Kendall
- 1918 : One More American : Bump Rundle
- 1918 : Le Rachat suprême (The Whispering Chorus) de Cecil B. DeMille : John Tremble
- 1918 : The Firefly of France
- 1918 : L'Illusion du bonheur (We Can't Have Everything) : Marquis de Strathdene
- 1918 : Sandy : Ricks Wilson
- 1918 : Less Than Kin : James Emmons
- 1918 : The Geaser of Berlin
- 1918 : The Source : Pop Sprowl
- 1918 : Le Lieutenant Douglas (Arizona) de Douglas Fairbanks et Albert Parker : Tony
- 1919 : The Dub (it) de James Cruze : Phineas Driggs
- 1919 : Maggie Pepper de Chester Withey : Jake Rothschild
- 1919 : The Poor Boob : Stephen Douglas
- 1919 : Experimental Marriage : Arthur Barnard
- 1919 : Johnny Get Your Gun (en) de Donald Crisp : Milton C. Milton
- 1919 : Pour le meilleur et pour le pire (For Better, for Worse) de Cecil B. DeMille : Bud
- 1919 : You're Fired (en) de James Cruze : chef d'orchestre
- 1919 : Secret Service : Lieutenant Howard Varney
- 1919 : A Daughter of the Wolf : Doc
- 1919 : The Love Burglar : Parson Smith
- 1919 : L'Admirable Crichton (Male and Female) de Cecil B. DeMille : Ernest 'Ernie' Wolley
- 1919 : Everywoman de George Melford : Flattery

### Années 1920
- 1920 : Young Mrs. Winthrop (en) de Walter Edwards : Nick Jones
- 1920 : The Dancin' Fool : Enoch Jones
- 1920 : The Sea Wolf : Thomas Mugridge, le cuisinier
- 1920 : Les Protégés de Jim (Jes' Call Me Jim) de Clarence G. Badger : Paul Benedict
- 1920 : Au voleur ! (Stop Thief) de Harry Beaumont : James Cluney
- 1920 : Officer 666 (en) : Whitney Barnes
- 1921 : The Fast Freight (en) de James Cruze
- 1921 : Bunty Pulls the Strings : Weelum
- 1921 : Le Virtuose (The Concert) de Victor Schertzinger : Dr. Hart
- 1921 : The Betrayer
- 1921 : Le Gosse infernal (Peck's Bad Boy) de Sam Wood : le père de Buddy
- 1921 : Une mère (Salvage) de Henry King : le boiteux
- 1921 : L'As de cœur (film) (The Ace of Hearts) de Wallace Worsley : La Menace
- 1921 : Le cœur nous trompe (The Affairs of Anatol) de Cecil B. DeMille : Hoffmeier (professeur de violon)
- 1921 : Pilgrims of the Night : Le Blun
- 1921 : All's Fair in Love : Craigh Randolph
- 1921 : À la manière de Roméo (Doubling for Romeo) de Clarence G. Badger : Steve Woods / Paris
- 1922 : At Bay
- 1922 : Head Over Heels : Pepper
- 1922 : His Back Against the Wall : Jeremy Dice
- 1922 : Pink Gods : Jim Wingate
- 1922 : Le Réquisitoire (Manslaughter) de Cecil B. DeMille : Brown
- 1922 : To Have and to Hold : Roi James I
- 1922 : Ebb Tide : J.L. Huish
- 1922 : The Hottentot : Swift
- 1923 : Java Head de George Melford : Edward Dunsack
- 1923 : The Tie That Binds : Hiram Foster
- 1923 : Trimmed in Scarlet : M.. Kipp
- 1923 : A Man of Action : Harry Hopwood
- 1923 : La Sagesse de trois vieux fous (Three Wise Fools) de King Vidor
- 1923 : Barefoot Boy (en) : Deacon Holloway
- 1923 : Notre-Dame de Paris (The Hunchback of Notre Dame) de Wallace Worsley : Pierre Gringore
- 1923 : The Virginian (en) de Tom Forman : Shorty
- 1923 : Enemies of Children
- 1923 : Son grand frère (Big Brother) d'Allan Dwan : Cokey Joe Miller
- 1924 : Half-a-Dollar Bill de W. S. Van Dyke : Noodles (le cuisinier)
- 1924 : Silence sacré (True as Steel) de Rupert Hughes
- 1924 : Triumph : un vagabond
- 1924 : The Fighting American (en) de Tom Forman : Denny Daynes et Po-Hsing-Chien
- 1924 : Cornered de William Beaudine : Nick
- 1924 : The Mine with the Iron Door : le lézard
- 1925 : Tomorrow's Love : Brown
- 1925 : Le Cargo infernal (The Devil's Cargo) de Victor Fleming : Mate
- 1925 : À la dérive (The Top of the World) : Capitaine Preston
- 1925 : Contraband
- 1925 : La Ruée sauvage (The Thundering Herd) de William K. Howard  : Jude Pilchuk
- 1925 : L'Aventure (Adventure) de Victor Fleming : Raff
- 1925 : In the Name of Love d'Howard Higgin : Marquis de Beausant
- 1925 : A Son of His Father de Victor Fleming : Charlie Grey
- 1925 : Lord Jim de Victor Fleming : Cornelius
- 1926 : Behind the Front de A. Edward Sutherland : Shorty McKee
- 1926 : Silence : Harry Silvers
- 1926 : Colorado (en) (Born to the West) de John Waters : Jim Fallon
- 1926 : Forlorn River (en) de John Waters : Arizona Pete
- 1926 : We're in the Navy Now de A. Edward Sutherland : Stinky Smith
- 1927 : Frivolités (Fashions for Women) de Dorothy Arzner : Sam Dupont
- 1927 : Sapeurs... sans reproche (Fireman, Save My Child) de A. Edward Sutherland : Sam
- 1927 : Now We're in the Air de Frank R. Strayer : Ray
- 1928 : Wife Savers : Rodney Ramsbottom
- 1928 : Deux Honnêtes Fripouilles (Partners in Crime) de Frank R. Strayer : Scoop' McGee, le reporter
- 1928 : The Big Killing de F. Richard Jones : Deadeye Dan
- 1929 : The Office Scandal : Pearson
- 1929 : L'Affaire Manderson (Trent's Last Case) d'Howard Hawks : Joshua Cupples
- 1929 : When Caesar Ran a Newspaper : Caesar
- 1929 : Dear Vivian
- 1929 : Force (The Mighty) de John Cromwell : Dogey Franks

### Années 1930
- 1930 : Pineapples
- 1930 : Far West (Hell's Heroes) : Thomas 'Barbwire' / 'Tom' Gibbons
- 1930 : Murder on the Roof
- 1930 : Midnight Mystery : Paul Cooper
- 1930 : Road to Paradise : Nick
- 1930 : The Silver Horde de George Archainbaud : Fraser
- 1930 : Rogue of the Rio Grande : Pedro
- 1931 : The Lion and the Lamb : Muggsy
- 1931 : Dangerous Daze
- 1931 : Woman Hungry de Clarence G. Badger : Joac
- 1931 : Honeymoon Lane (en) de William James Craft : Dynamite
- 1931 : Le Mari de l'Indienne (The Squaw Man) de Cecil B. DeMille : Shorty
- 1931 : Stung (en)
- 1931 : Arrowsmith de John Ford
- 1931 : Hollywood Halfbacks
- 1932 : Long Loop Laramie
- 1932 : Exposed d'Albert Herman
- 1932 : Polly of the Circus d'Alfred Santell : Downey
- 1932 : Law and Order d'Edward L. Cahn : Deadwood
- 1932 : Divorce a la Mode
- 1932 : Stranger in Town : Elmer Perkins
- 1932 : Alias Mary Smith : Scoop
- 1932 : The Vanishing Frontier de Phil Rosen : Hornet
- 1932 : Cornered : Député Jacklin
- 1932 : Drifting
- 1932 : The Fourth Horseman : Gabby
- 1932 : The Crooked Circle (en) de H. Bruce Humberstone : Harmon
- 1932 : Vanity Street : Shorty
- 1932 : Le trésor caché (en) (Hidden Gold) d'Arthur Rosson : Spike Webber
- 1932 : Uptown New York : Slot Machine King
- 1933 : Tom's in Town
- 1933 : Rock-a-Bye Cowboy : Clem
- 1933 : Malay Nights : Rance Danvers
- 1933 : Terror Trail (en) d'Armand Schaefer : Lucky Dawson
- 1933 : State Trooper : Carter
- 1933 : La Ruée fantastique (Thundering Herd) de Henry Hathaway : Jude Pilchuk
- 1933 : The Three Musketeers : Renard
- 1933 : Under the Tonto Rim de Henry Hathaway : Porky
- 1933 : The Big Cage : Timothy O'Hara
- 1933 : Penthouse : garde du corps
- 1933 : Day of Reckoning (en) : Hart
- 1933 : The Women in His Life : Curly, garde du corps de Tony
- 1933 : Alice au pays des merveilles (Alice in Wonderland) de Norman Z. McLeod : Souris
- 1933 : Le Tombeur (Lady Killer) de Roy Del Ruth : Pete
- 1934 : Lazy River : Capitaine Herbert Orkney
- 1934 : Fifteen Wives : Det. Sgt. Meade
- 1934 : The Defense Rests de Lambert Hillyer : Louie
- 1934 : Straight Is the Way : Mendel
- 1934 : Once to Every Bachelor : Oncle John
- 1934 : Wagon Wheels (en) de Charles Barton : Jim Burch
- 1935 : Rustlers of Red Dog de Lew Landers : Laramie
- 1935 : Times Square Lady : 'Slim' Kennedy
- 1935 : Princess O'Hara : Frying Pan
- 1935 : Red Morning : Hawker
- 1935 : Les Hors-la-loi (G' Men) de William Keighley : le messager des gangsters
- 1935 : Murder in the Fleet : M.. Al Duval
- 1935 : Calm Yourself : Mike
- 1935 : Aux frais de la princesse (The Daring Young Man) de William A. Seiter : Flaherty
- 1935 : Steamboat Round the Bend de John Ford : Matt Abel
- 1935 : Wanderer of the Wasteland : Merryvale
- 1935 : Stormy (en) de Lew Landers : Stuffy
- 1935 : Desert Death : le vieux Lesh
- 1935 : Nevada : Shérif
- 1936 : Exclusive Story (en) de George B. Seitz : éditeur
- 1936 : Sans foyer (Timothy's Quest) de Charles Barton : Jabe Doolittle
- 1936 : Laughing Irish Eyes : Gallagher
- 1936 : Desert Gold de James Patrick Hogan : Doc Belding
- 1936 : Furie (Fury) de Fritz Lang : Hector
- 1936 : Undersea Kingdom (en) de B. Reeves Eason et Joseph Kane : Gasspon
- 1936 : The Arizona Raiders : 'Tracks' Williams
- 1936 : Women Are Trouble : Murty
- 1936 : Zorro l'indomptable (The Vigilantes Are Coming) de Ray Taylor et Mack V. Wright : Whipsaw
- 1936 : Yellowstone (en) : Pete
- 1936 : Mad Holiday : Cokey Joe Ferris
- 1936 : Sinner Take All : Employé de l'hôtel
- 1937 : Torture Money : l'acolyte
- 1937 : Jungle Jim : Malay Mike
- 1937 : Femmes marquées (Marked Woman) de Lloyd Bacon : Avocat de Vanning
- 1937 : Fly Away Baby
- 1937 : Roaring Timber : Tennessee
- 1937 : Public Wedding
- 1937 : Meurtre à la radio (Love Is on the Air) de Nick Grinde : Mr. Theodore Weston
- 1937 : Over the Goal de Noel M. Smith : député Abner
- 1937 : The Adventurous Blonde : Maxie
- 1937 : Missing Witnesses : 'Little Joe' Macey
- 1937 : Arizona Bill (The Bad Man of Brimstone) : Cal Turner
- 1938 : He Couldn't Say No : Hymie Atlas, un gangster
- 1938 : Over the Wall de Frank McDonald : un condamné
- 1938 : L'amour frappe André Hardy (Love Finds Andy Hardy) de George B. Seitz : Peter Dugan
- 1938 : La Ruée sauvage (The Texans) de James Patrick Hogan : Cal Tuttle
- 1938 : Touchdown, Army : Bob Haskins
- 1938 : Come On, Rangers : Jeff
- 1938 : Tom Sawyer détective (Tom Sawyer, Detective) de Louis King : le juge Tyler
- 1939 : Ambush : Mosher, gérant du magasin
- 1939 : Paris Honeymoon : Huskins
- 1939 : Persons in Hiding : Hadley
- 1939 : Rough Riders' Round-up : Tommy Ward
- 1939 : I'm from Missouri : Darryl Coffee
- 1939 : Frontier Pony Express : Horseshoe
- 1939 : Undercover Doctor : Dizzy Warner
- 1939 : 6000 Enemies de George B. Seitz : 'Wibbie' Yern
- 1939 : Le Bandit du Wyoming (Wyoming Outlaw) de George Sherman : Rusty Joslin
- 1939 : Career de Leigh Jason : Deacon
- 1939 : Wall Street Cowboy (en) de Gerald Geraghty : Chuckawalla
- 1939 : New Frontier de George Sherman : Rusty Joslin
- 1939 : The Kansas Terrors de George Sherman : Rusty Joslin
- 1939 : Cowboys from Texas : Rusty Joslin

### Années 1940
- 1940 : Heroes of the Saddle : Rusty Joslin
- 1940 : Pioneers of the West : Rusty Joslin
- 1940 : Hi-Yo Silver (en) : Smokey
- 1940 : Covered Wagon Days : Rusty Joslin
- 1940 : Rocky Mountain Rangers : Rusty Joslin
- 1940 : Les Bas-fonds de Chicago (Queen of the Mob) de James P. Hogan : Herb
- 1940 : Kit Carson de George B. Seitz : Jim Bridger
- 1940 : Oklahoma Renegades : Rusty
- 1941 : White Eagle (en) : Grizzly
- 1941 : Arizona Bound (en) de Spencer Gordon Bennet : Marshal Sandy Hopkins
- 1941 : The Gunman from Bodie : Sandy
- 1941 : Texas de George Marshall : Juge d'Abilene
- 1941 : Forbidden Trails : Marshal Sandy Hopkins
- 1942 : Cadets on Parade : Gus Novak
- 1942 : Below the Border : Marshal Sandy Hopkins
- 1942 : Les Naufrageurs des mers du Sud (Reap the Wild Wind) de Cecil B. DeMille : Maître charpentier
- 1942 : Ghost Town Law : Marshal Sandy Hopkins
- 1942 : The Girl from Alaska : Shorty
- 1942 : Down Texas Way : U. S. Marshal Sandy Hopkins
- 1942 : Les Amours de Marthe (The Affairs of Martha) de Jules Dassin
- 1942 : Her Cardboard Lover de George Cukor : George
- 1942 : Pierre of the Plains : Pete
- 1942 : Riders of the West : Marshal Sandy Hopkins
- 1942 : West of the Law : Marshal Sandy Hopkins
- 1942 : Dawn on the Great Divide : Sandy Hopkins
- 1943 : The Ghost Rider : Marshal Sandy Hopkins
- 1943 : Prairie Chickens : Jefferson 'Jeff' Gilbert (propriétaire de l'hôtel)
- 1943 : The Stranger from Pecos : Marshal Sandy Hopkins
- 1943 : Six Gun Gospel : Marshal Sandy Hopkins
- 1943 : Outlaws of Stampede Pass : Marshal Sandy Hopkins
- 1943 : The Texas Kid : 'Sandy' Hopkins, U.S. Marshal
- 1944 : Raiders of the Border : Sandy Hopkins
- 1944 : Partners of the Trail de Wallace Fox : U.S. Marshal Sandy Hopkins
- 1944 : Law Men : U.S. Marshal 'Sandy' Hopkins
- 1944 : Range Law : U. S. Marshal Sandy Hopkins
- 1944 : West of the Rio Grande : U.S. Marshal Sandy Hopkins
- 1944 : Land of the Outlaws : Marshal Sandy Hopkins
- 1944 : L'Amazone aux yeux verts (Tall in the Saddle) d'Edwin L. Marin : Zeke
- 1944 : Law of the Valley : Marshal Sandy Hopkins
- 1944 : Ghost Guns : Marshal Sandy Hopkins
- 1945 : The Navajo Trail : Marshal Sandy Hopkins
- 1945 : Gun Smoke : Marshal Sandy Hopkins
- 1945 : Stranger from Santa Fe : U.S. Marshal Sandy Hopkins
- 1945 : Flame of the West : Add Newsome
- 1945 : Rhythm Round-Up : Noah Jones
- 1945 : Suzy des bas-fonds (Sunbonnet Sue) de Ralph Murphy : Joe Feeney
- 1945 : The Lost Trail : Marshal Sandy 'Trigger' Hopkins
- 1945 : Frontier Feud : Marshal Sandy Hopkins
- 1945 : Northwest Trail : Morgan
- 1946 : Border Bandits : Marshal Sandy Hopkins
- 1946 : Drifting Along : Pawnee Jones
- 1946 : The Haunted Mine : Marshal Sandy Hopkins
- 1946 : Under Arizona Skies : Santa Fe Jones
- 1946 : Gentleman from Texas : 'Idaho' Foster
- 1946 : Trigger Fingers de Lambert Hillyer : Pinto Peters
- 1946 : Shadows on the Range : Dusty Cripps
- 1946 : Cœur de gosses (Rolling Home) de William Berke : Pop Miller
- 1946 : Silver Range : Tucson Smith
- 1947 : Vengeurs du sud (Raiders of the South) : Shorty
- 1947 : Valley of Fear : Rusty
- 1947 : Trailing Danger : Waco
- 1947 : Land of the Lawless (en) de Lambert Hillyer : Bodie
- 1947 : The Law Comes to Gunsight : Reno
- 1947 : Code of the Saddle : Winks
- 1947 : Flashing Guns : Amos Shelby
- 1947 : Le Gagnant du Kentucky (Black Gold) de Phil Karlson : Bucky
- 1947 : Les Conquérants d'un nouveau monde (Unconquered) de Cecil B. DeMille : Fort Venango scout
- 1947 : Prairie Express : Faro Jenkins
- 1947 : Gun Talk de Lambert Hillyer : Lucky
- 1948 : Overland Trails : Dusty Hanover
- 1948 : Crossed Trails
- 1948 : Frontier Agent : Cappy
- 1948 : Triggerman : Rusty Steele
- 1948 : Back Trail : Casoose
- 1948 : The Fighting Ranger (en) de  Lambert Hillyer : Banty
- 1948 : The Sheriff of Medicine Bow : Banty Prentiss
- 1948 : Gunning for Justice : Banty
- 1948 : Hidden Danger (en) de  Ray Taylor : Juniper

### Années 1950
- 1950 : The Daltons' Women (en) de Thomas Carr : Shérif
- 1950 : Hostile Country : Colonel Patrick
- 1950 : Marshal of Heldorado : Colonel
- 1950 : Operation Haylift : Sandy
- 1950 : Crooked River : Colonel
- 1950 : Colorado Ranger : Colonel
- 1950 : West of the Brazos : Colonel
- 1950 : Fast on the Draw : Colonel
- 1950 : County Fair : Sad Sam
- 1951 : Skipalong Rosenbloom : Grand-père Tex Rosenbloom
- 1951 : Kentucky Jubilee : Ben White
- 1952 : Le Faucon d'or (The Golden Hawk) de Sidney Salkow : Barnaby Stoll
- 1953 : Cow Country : Smokey
- 1954 : Thunder Pass
- 1955 : Le Trésor des collines rouges (Treasure of Ruby Hills) de Frank McDonald : Scotty
- 1955 : The Twinkle in God's Eye
- 1955 : Dig That Uranium : Hank 'Mac' McKenzie
- 1955 : Instinct de survie (Day the World Ended) de Roger Corman : Pete
- 1956 : Girls in Prison d'Edward L. Cahn : Pop Carson
- 1956 : Vive le rock (Shake, Rattle & Rock!) d'Edward L. Cahn : Horace Fitzdingle
- 1957 : Flesh and the Spur
- 1957 : Invasion of the Saucer Men d'Edward L. Cahn : Larkin
- 1957 : Pawnee : Obie Dilks
- 1957 : Motorcycle Gang d'Edward L. Cahn : Oncle Ed
- 1959 : Alaska Passage : Hank

### Années 1960
- 1964 : Feu sans sommation (The Quick Gun) de Sidney Salkow : homme âgé
- 1965 : Requiem for a Gunfighter : Hoops
- 1967 : De sang-froid (In Cold Blood) de Richard Brooks : Auto-stoppeur